# Désert de Chihuahua
Pour les articles homonymes, voir Chihuahua.
Le désert de Chihuahua (en anglais : Chihuahuan Desert, en espagnol : Desierto Chihuahuense) est l’un des déserts les plus riches du point de vue de la diversité biologique. Il s’étend sur 647 000 km2 à travers le nord du Mexique (Chihuahua, Coahuila, Nuevo León, Durango, Zacatecas et San Luís Potosí) et le sud-ouest des États-Unis (Arizona, Nouveau-Mexique et Texas). C'est le deuxième plus grand désert des Amériques et le plus grand d'Amérique du Nord.
Le désert de Chihuahua est bordé à l'ouest par le désert de Sonora, le plateau du Colorado et la vaste chaîne de la Sierra Madre occidentale, ainsi que par les basses terres du nord-ouest de la Sierra Madre orientale. Près de 90 % de sa surface est située au Mexique. Ce désert est relativement jeune, puisqu'il n'existe que depuis 8 000 ans.
Selon le Fonds mondial pour la nature, le désert de Chihuahua est peut-être le désert le plus diversifié au monde sur le plan biologique, d'après la richesse en espèces ou l'endémisme.

## Sites touristiques

### Dans la partie mexicaine
Site Archéologique de Paquimé

### Dans la partie américaine
- White Sands
- Le parc national de Big Bend, avec le Chihuahuan Desert Nature Trail
- Le parc d'État d'Oliver Lee Memorial.

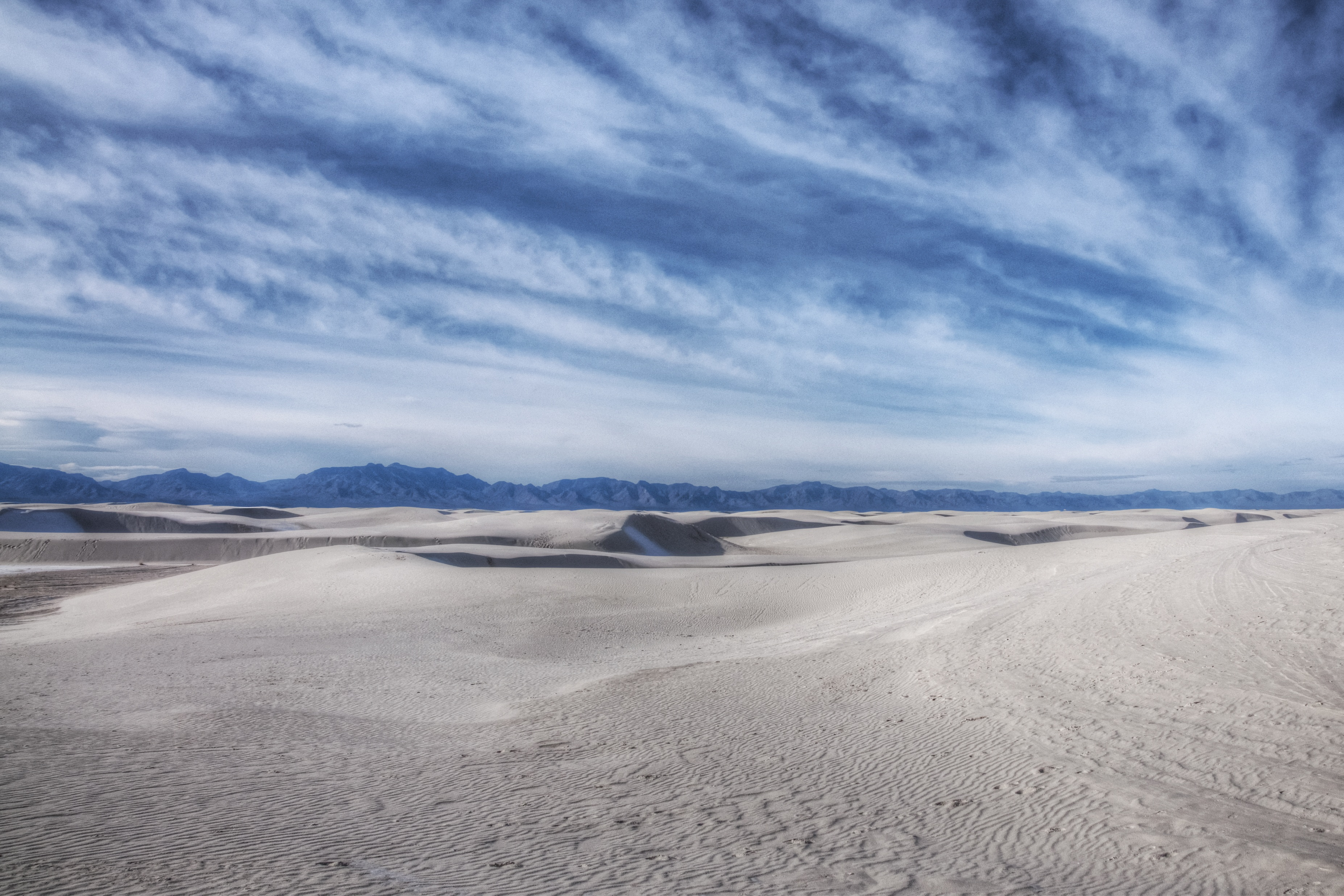
White Sands.
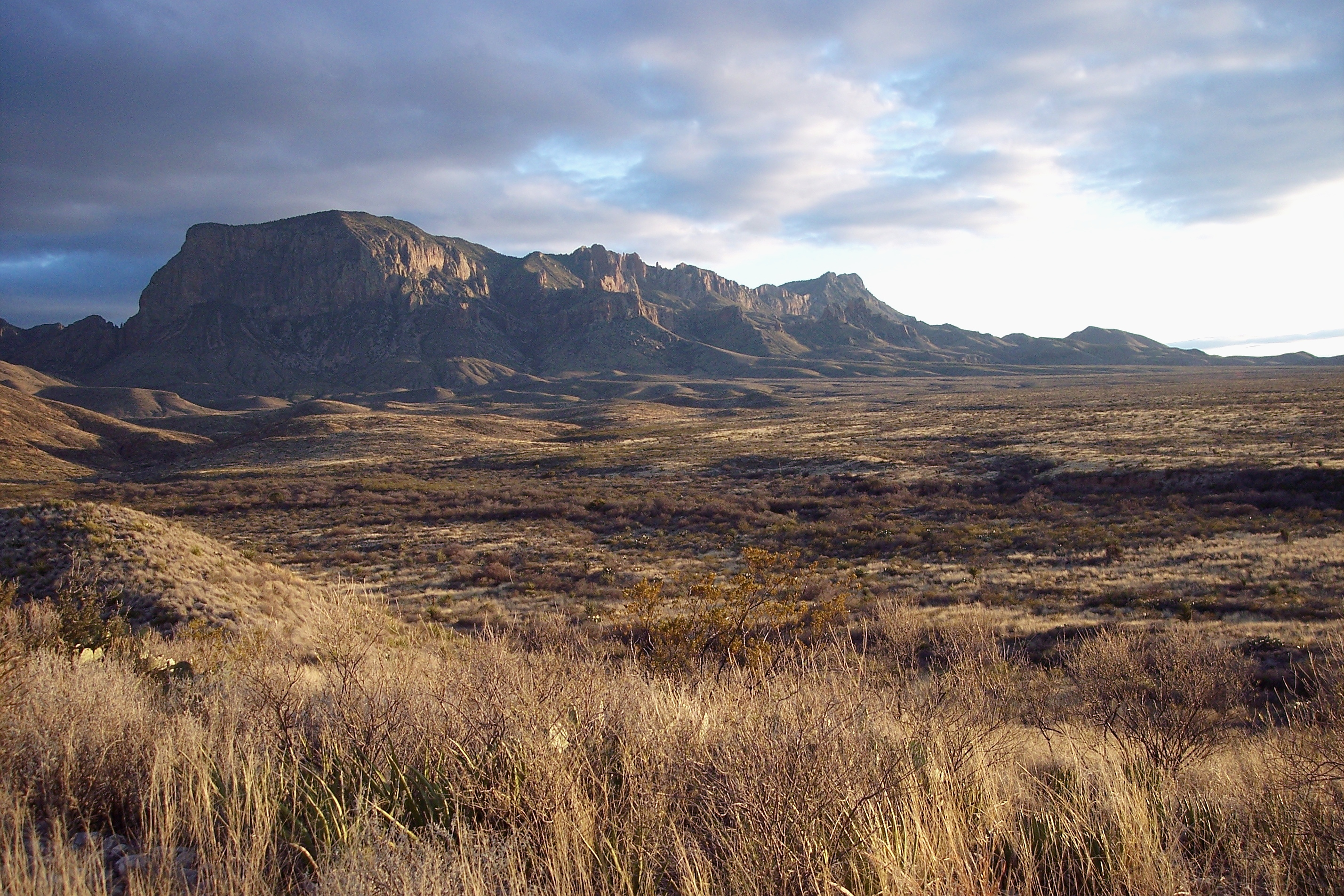
Le désert de Chihuahua dans le parc de Big Bend.
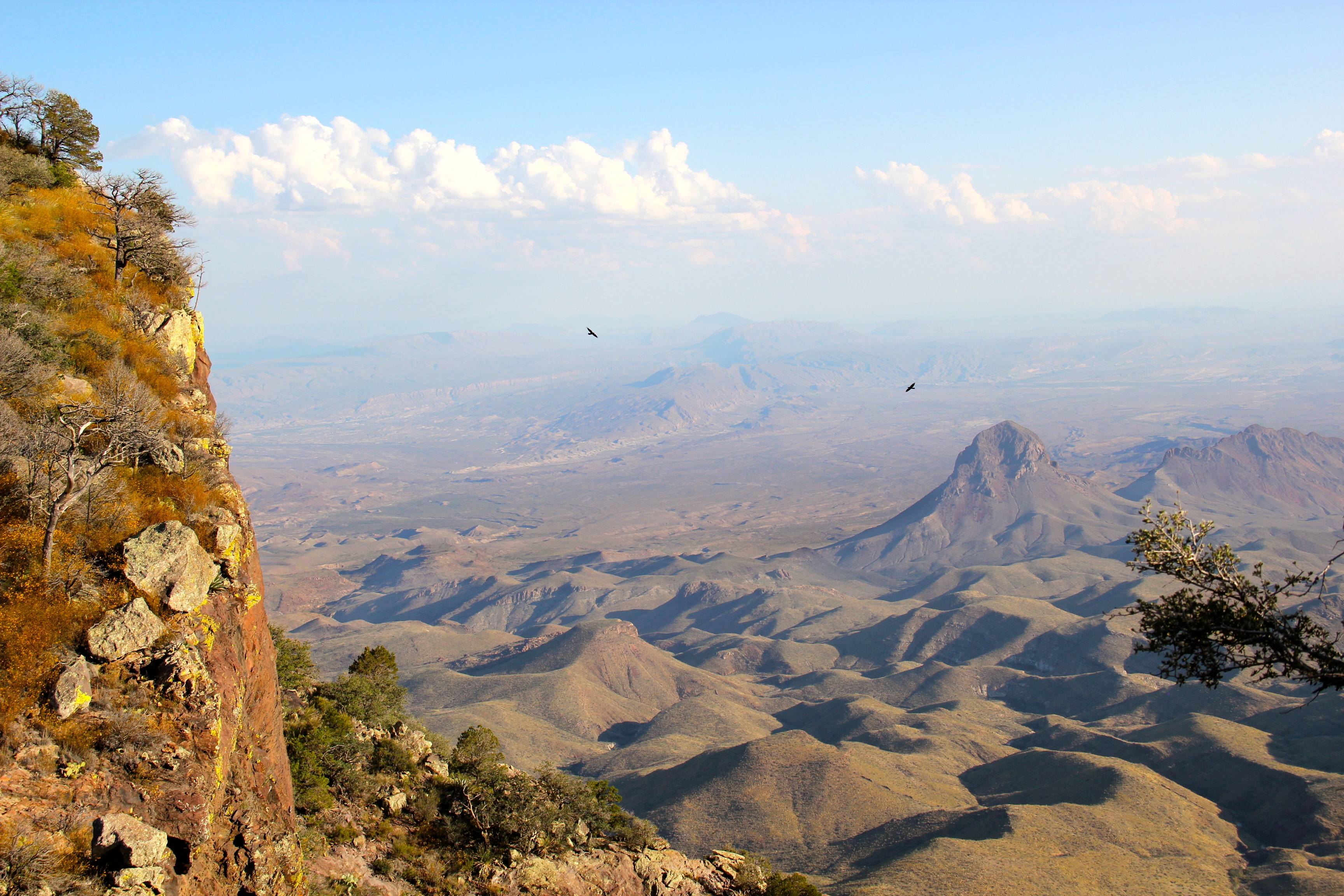
Vue depuis les monts Chisos dans le parc de Big Bend.